# Oliver St John Gogarty
Oliver St John Gogarty, né le 17 août 1878 à Dublin et décédé le 22 septembre 1957 à New York, est un scientifique irlandais. Il est à la fois médecin et chirurgien de l'oreille. Il est aussi un écrivain et poète, un des plus importants humoristes dublinois, et une figure politique de l’État libre d'Irlande. Il connait son heure de gloire en étant l’inspirateur de James Joyce pour son personnage de Buck Mulligan (en) dans son roman Ulysse.
Gogarty a été le condisciple de Joyce au Clongowes Wood College.

## Œuvres
- An Offering of Swans (1923)
- Wild Apples (1928)
- As I Was Going down Sackville Street (1937)
- Others to Adorn (1938)
- It Isn't This Time of Year at All! (1954)
- Tumbling in the Hay
- Collected Poems (1954)
- A Week End in the Middle of the Week (1958)